# Coleophora mendosella
Coleophora mendosella é uma espécie de mariposa do gênero Coleophora pertencente à família Coleophoridae.